# Dia Nacional de Tereza de Benguela e da Mulher Negra
O Dia Nacional de Tereza de Benguela e da Mulher Negra é uma data comemorativa brasileira aplicável ao dia 25 de julho e instituída pela Lei n. 12.987/2014 em 2014. Foi inspirada no Dia da Mulher Afro-Latina-Americana e Caribenha (dia 31 de julho), criado em julho de 1992. Trata-se tanto do "dia da mulher negra" em geral, quanto o "dia nacional de Tereza de Benguela", líder quilombola que viveu no atual Estado de Mato Grosso durante o século XVIII.
Em comemoração, são realizadas audiências públicas, festivais, seminários, conferências e feiras, entre outras atividades, que têm por objetivo reafirmar a identidade, a história e a luta das mulheres negras brasileiras. Tais atividades lembram que o Brasil foi em grande parte construído através, por cima e com sacrifício da mulher negra, que foi ama, babá, escrava, amante e prostituta para gerações de brasileiros, assim como também em vários outros países. A chegada das mulheres africanas marcou a formação social brasileira. Na escravidão, mulher negra sofreu uma dupla exploração, além der ser escravizada sofrendo da violência inerente a esse sistema ela foi também explorada sexualmente como amante, objeto de estupros e prostituta. Além disso, essas mulheres trouxeram tradições ancestrais que influenciaram a língua, os costumes, a alimentação, a medicina e a arte, além de introduzirem métodos agrícolas, vários produtos e valores coletivos no Brasil.

## Cenário
A importância da existência de um dia específico para as mulheres negras, diferente do Dia Internacional da Mulher se dá por conta das especificidades das condições da mulher negra, histórica e socialmente. Por exemplo, uma das lutas mais importantes do feminismo universal, foi o direito de trabalhar fora de casa sem a necessidade da autorização do marido, uma condição que as mulheres racializadas desconhecem historicamente, pois o trabalho faz parte da sua realidade desde a escravidão. A força de trabalho das mulheres negras era tão explorada quanto a dos homens de mesma raça, e quando eram destinadas ao trabalho nas plantações, exigia-se delas a mesma produtividade dos homens. Ser mãe em tempo integral, dona de casa e ter um marido como provedor financeiro do lar nunca foi uma questão para as mulheres negras de uma maneira geral.
Atualmente, as mulheres negras ainda vivenciam uma condição muito distante da ideal. Elas sofrem mais violência obstétrica, abuso sexual e homicídio — de acordo com o Mapa da Violência 2016, os homicídios de mulheres negras aumentaram 54% em dez anos no Brasil. Além disso, elas continuam compondo a base da desigualdade de renda, em 2018 elas recebiam em média menos da metade do salário de homens brancos (44,4%) que ocupam o topo da pirâmide salarial no Brasil. Em comparação com as mulheres brancas, a diferença salarial é de 70%. Mulheres negras ganham menos que os homens negros, que ganham menos que mulheres brancas, que ganham menos que homens brancos. Além disso, elas são preteridas pelos meios de comunicação, nos cargos de chefia e possuem uma baixa representatividade na política.
No Brasil — que tem o maior índice de feminicídio na América Latina —, a presidente Dilma Rousseff transformou a data em comemoração nacional. Aqui, desde 2014, comemora-se em 25 de julho o Dia Nacional de Tereza de Benguela e da Mulher Negra  em homenagem à líder quilombola que viveu no século 18. O Dia da Mulher Negra não é apenas um dia de celebração, mas de luta marcado por diversos eventos e protestos. Por todo território nacional ocorrem marchas de que podem chegar a reunir 30 mil pessoas.